# Centro Ambiental del Ebro

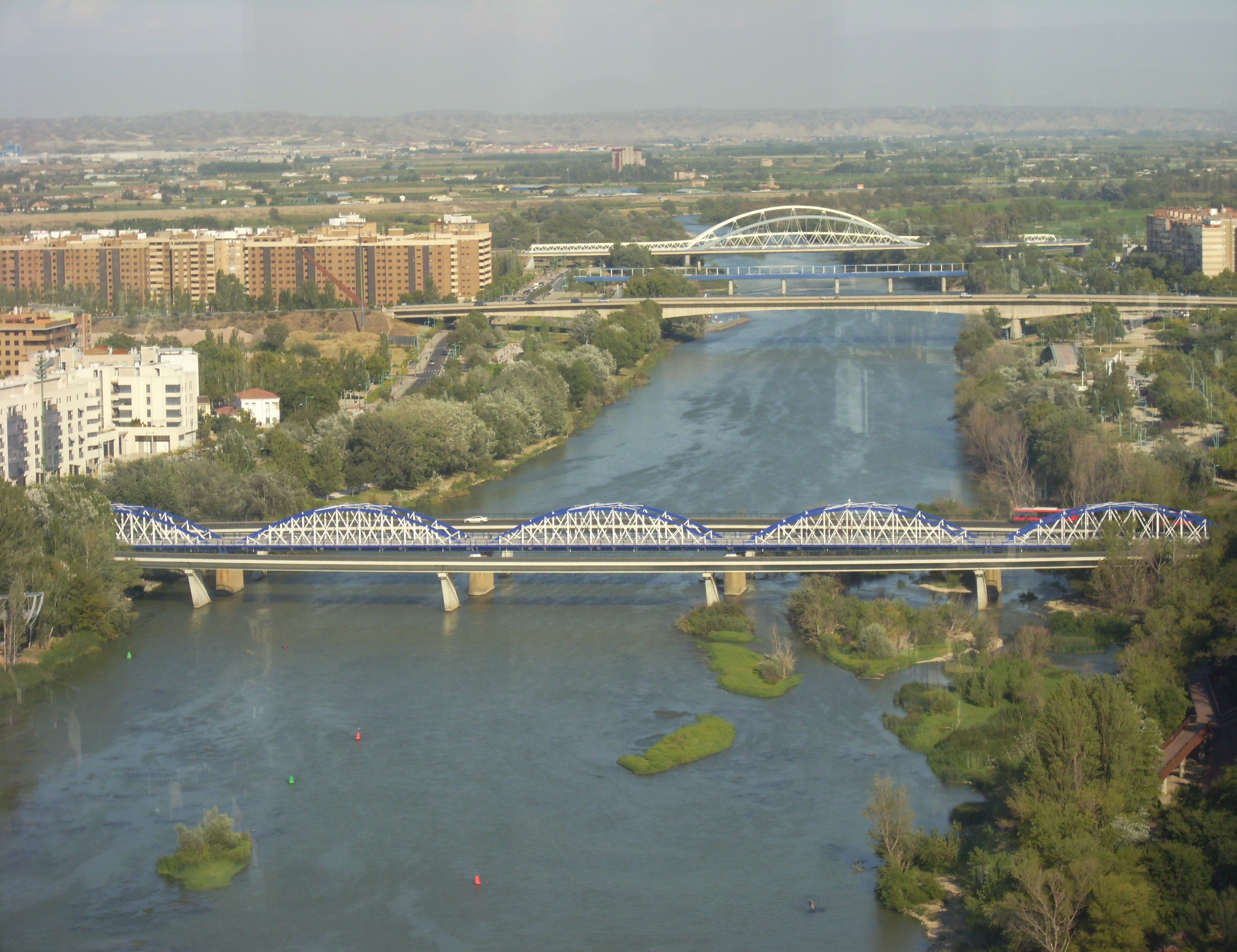
El Ebro a su paso por Zaragoza.

El Centro Ambiental del Ebro es un centro ambiental que tiene el objetivo de difundir el patrimonio natural de la ciudad de Zaragoza. Este centro se encuentra en el edificio Europa que antiguamente acogió las sedes de la "Candidatura Olímpica Zaragoza Pirineos 2012" y de "ExpoPaisajes 2014". Los fines de semana organiza recorridos para descubrir y conocer la naturaleza zaragozana.
El centro abrió en diciembre de 2012 y con el proyecto de organizar cursos de agricultura ecológica, floricultura, monitores de tiempo libre, etc. También participa en un programa de huertas urbanas en colaboración con empresas y asociaciones de la ciudad. 